# Yanmar Diesel Soccer Club 1977
Questa voce raccoglie le informazioni riguardanti lo Yanmar Diesel Soccer Club nelle competizioni ufficiali della stagione 1977.

## Stagione
Rimasto ai margini della lotta al titolo., nel corso della stagione lo Yanmar Diesel ottenne migliori prestazioni nelle coppe, dove in entrambi i casi giunse in finale rimediando due sconfitte con un elevato numero di reti

## Maglie e sponsor
Le divise, interamente di colore rosso, presentano una maglia con bordature bianche e l'iscrizione Yanmar sul petto. Sulla manica sinistra compare inoltre uno stemma della squadra, uno scudo bianco con una banda rossa al centro.
| Manica sinistra · Manica sinistra · Maglietta · Maglietta · Manica destra · Manica destra · Pantaloncini · Calzettoni |

## Rosa
| N. |                     | Ruolo | Calciatore           |
| -- | ------------------- | ----- | -------------------- |
| 1  | Giappone (bandiera) | P     | Teruhisa Kakiuchi    |
| 2  | Giappone (bandiera) | D     | Toshio Mizuguchi     |
| 3  | Giappone (bandiera) | D     | Masahiro Hamagashira |
| 4  | Giappone (bandiera) | D     | Yushi Matsumura      |
| 5  | Brasile (bandiera)  | D     | Renato Stocchi       |
| 6  | Giappone (bandiera) | D     | Yukio Obata          |
| 7  | Giappone (bandiera) | A     | Hiroji Imamura       |
| 8  | Giappone (bandiera) | C     | Daishirō Yoshimura   |
| 9  | Giappone (bandiera) | A     | Kunishige Kamamoto   |
| 10 | Giappone (bandiera) | C     | Hiro Abe             |
| 11 | Giappone (bandiera) | A     | Yoshiharu Horii      |

| N. |                       | Ruolo | Calciatore          |
| -- | --------------------- | ----- | ------------------- |
| 12 | Giappone (bandiera)   | A     | Yoshimi Fujiwara    |
| 13 | Giappone (bandiera)   | D     | Hiroshi Sakano      |
| 14 | Giappone (bandiera)   | D     | Nobuyuki Uenoyama   |
| 15 | Giappone (bandiera)   | A     | Tadayuki Kameda     |
| 16 | Giappone (bandiera)   | A     | Yoshitaka Hashimoto |
| 17 | Giappone (bandiera)   | D     | Shinichi Yuasa      |
| 18 | Giappone (bandiera)   | D     | Hiroshi Inagaki     |
| 20 | Giappone (bandiera)   | A     | Kazuo Kaminishi     |
| 21 | Giappone (bandiera)   | P     | Masami Nakamura     |
| 22 | Giappone (bandiera)   | A     | Masayoshi Sone      |
| 23 | Thailandia (bandiera) | C     | Witthaya Laohakul   |

## Statistiche

### Statistiche di squadra
| Competizione          | Punti | Totale | Totale | Totale | Totale | Totale | Totale | DR  |
| Competizione          | Punti | G      | V      | N      | P      | Gf     | Gs     | DR  |
| --------------------- | ----- | ------ | ------ | ------ | ------ | ------ | ------ | --- |
| JSL Division 1        | 40    | 18     | 11     | 0      | 7      | 39     | 28     | +11 |
| JSL Cup               | -     | 6      | 5      | 0      | 1      | 12     | 9      | +3  |
| Coppa dell'Imperatore | -     | 4      | 3      | 0      | 1      | 8      | 5      | +3  |
| Totale                |       | 28     | 19     | 0      | 9      | 59     | 43     | +16 |